# Stepelo
Stepelo est un hameau situé dans la commune néerlandaise de Haaksbergen, dans la province d'Overijssel.